# Teverola
Teverola là một đô thị ở tỉnh Caserta trong vùng Campania của Ý, có vị trí cách khoảng 20 km về phía bắc của Naples and about 12 km về phía tây nam của Caserta. Tại thời điểm ngày 31 tháng 12 năm 2004, đô thị này có dân số 11.407 người và diện tích là 6,7 km².
Teverola giáp các đô thị: Aversa, Carinaro, Casaluce, Santa Maria Capua Vetere.